# البخراء (طور الباحة)

تعديل مصدري - تعديل

البخراء هي إحدى قرى عزلة طور الباحــة بمديرية طور الباحة التابعة لمحافظة لحج، بلغ تعداد سكانها 141 نسمة حسب تعداد اليمن لعام 2004.